# Robert de Wilde
Jan Robert de Wilde (Kampen, 30 de abril de 1977) es un deportista neerlandés que compitió en ciclismo en la modalidad de BMX. Ganó tres medallas en el Campeonato Mundial de Ciclismo BMX entre los años 1999 y 2005, y dos medallas de oro en el Campeonato Europeo de Ciclismo BMX, en los años 1999 y 2000.

## Palmarés internacional
| Campeonato Mundial | Campeonato Mundial          | Campeonato Mundial | Campeonato Mundial |
| Año                | Lugar                       | Medalla            | Competición        |
| ------------------ | --------------------------- | ------------------ | ------------------ |
| 1999               | Vallet (Francia)            | Medalla de oro     | Carrera            |
| 2003               | Perth (Australia)           | Medalla de bronce  | Carrera            |
| 2005               | París (Francia)             | Medalla de bronce  | Carrera            |
| Campeonato Europeo |                             |                    |                    |
| Año                | Lugar                       | Medalla            | Competición        |
| 1999               | Valkenswaard (Países Bajos) | Medalla de oro     | Carrera            |
| 2000               | Mandeure (Francia)          | Medalla de oro     | Carrera            |